# Букоба
Букоба (суахили и англ. Bukoba) — основанный Эмин-пашой город в северо-западной Танзании на западном берегу озера Виктория, столица области Кагера. Население по оценке на 2011 год составляет 86 022 человека. Город имеет небольшой аэропорт и регулярные паромные рейсы на Мванзу, а также сухопутное сообщение с округом Уганды Ракаи.

## Общая информация
Располагаясь на западном берегу озера Виктория в северо-западной части страны, Букоба лежит всего на 1 градус южнее экватора и является вторым крупнейшим портом Танзании на этом озере. Расположен на высоте 1145 метров над уровнем моря.
Город является «воротами» всей области Кагера и крупнейшим её городом. Климат — солнечный и мягкий почти весь год. Иногда случаются похолодания (особенно вечерами двух дождливых сезонов), но не столь суровые как зимой в Европе.
Город — плоский и компактный, он похож на чашу, поскольку окружен холмами. В Букобе есть небольшой автовокзал, местный аэропорт и озёрный порт с паромным терминалом (рейсы на Мванзу). Известен город также белыми песчаными пляжами, большим рынком, теннисными кортами и плавательным бассейном. Много небольших улиц, основных же — три:
Джамхури Роуд, которая идет от Кашози Роуд до Лэйк-отеля,
Говермент Роуд — от автовокзала до порта,
Кашози Роуд — от церкви Букшоп в Уджирани Мвема через Ншамбья на Кашози (средняя школа Хекима). Приход Кашози — первый католический приход в области.
Сам город Букоба управляется Городским Советом, имеет своего мэра и других правительственных служащих (как и прочие окружные советы области). Ожидается, что в ближайшем будущем Букоба приобретет статус муниципального города.